# Territory (Sepultura)
Territory è un singolo del gruppo musicale brasiliano Sepultura, il secondo estratto dal loro quinto album in studio Chaos A.D., pubblicato il 5 ottobre 1993 dalla Roadrunner Records.

## Video musicale
Un video ufficiale per il brano, diretto da Paul Rachman e trasmesso in televisione a partire da ottobre 1993, vede il gruppo suonare e camminare attraverso un deserto e scene del territorio e del popolo israeliano e palestinese; in particolare sono visibili soldati e poliziotti israeliani, graffiti pro-Palestina e immagini della Bibbia ebrea e di cerimonie nella città di Gerusalemme. Il video termina con un filmato della firma degli Accordi di Oslo e di un soldato che cammina per strada.
Il video ha vinto il premio come miglior video scelto dagli spettatori brasiliani agli MTV Video Music Awards del 1994.

## Tracce
CD, vinile 12", musicassetta
1. Territory – 4:45 (testo: Andreas Kisser – musica: Sepultura)
2. Polícia – 1:48 (testo e musica: Tony Bellotto) – cover dei Titãs
3. Biotech Is Godzilla – 1:52 (testo: Jello Biafra – musica: Sepultura)

Vinile 7"
1. Territory – 4:45 (testo: Andreas Kisser – musica: Sepultura)
2. Polícia – 1:48 (testo e musica: Tony Bellotto) – cover dei Titãs

## Formazione
- Max Cavalera – voce, chitarra
- Andreas Kisser – chitarra
- Paulo Jr. – basso
- Igor Cavalera – batteria, percussioni